# Broughton (Oxfordshire)
Broughton – wieś w Anglii, w hrabstwie Oxfordshire, w dystrykcie Cherwell. Leży 35 km na północ od Oksfordu i 106 km na północny zachód od Londynu. W 2001 miejscowość liczyła 305 mieszkańców.